# Culicoides alatavicus
Culicoides alatavicus är en tvåvingeart som beskrevs av Gutsevich, Smatov och Isimbekov 1971. Culicoides alatavicus ingår i släktet Culicoides och familjen svidknott. Inga underarter finns listade i Catalogue of Life.